# Centerfield (Utah)
Pour les articles homonymes, voir Centerfield.
Centerfield est une municipalité américaine située dans le comté de Sanpete en Utah.
Lors du recensement de 2010, sa population est de 1 367 habitants. La municipalité s'étend alors sur une superficie de 1,80 mille carré (4,66 km2).
Centerfield est fondée en 1869 par des familles originaires de Gunnison. En 1896, la localité — jusqu'alors appelée The Field — prend le nom de Centerfield, en raison de sa position centrale dans la vallée de Gunnison.